# Tachys bradycellinus
Tachys bradycellinus är en skalbaggsart som beskrevs av Hayward. Tachys bradycellinus ingår i släktet Tachys och familjen jordlöpare. Inga underarter finns listade i Catalogue of Life.